# Скиту Ставник (Јаши)
Скиту Ставник (рум. Schitu Stavnic) насеље је у Румунији у округу Јаши у општини Воинешти. Oпштина се налази на надморској висини од 248 m.

## Становништво
Према подацима из 2002. године у насељу је живело 543 становника, од којих су сви румунске националности.